# 屈潔冰
屈潔冰 MLA（1949年—），加拿大政治人物和傳媒工作者，2013年起擔任卑詩省議會議員，先後代表列治文中選區、列治文北中選區和列治文橋港選區，現為卑詩保守黨一員。她曾是卑詩聯合黨（前稱卑詩自由黨）黨員，於該黨執政期間在省長簡蕙芝內閣中出任省政府國際貿易廳長兼專責亞太策略及多元文化廳長。從政前她曾在香港、新加坡和溫哥華三地從事傳媒和公務員工作，曾效力的傳媒機構包括溫哥華免費多元文化電視台“channel m”（現OMNI BC）和匯聲廣播華僑之聲（AM1320）。

## 早年和個人生活
屈潔冰於1949年在香港出生，1971年從香港中文大學新聞系畢業，後到美國夏威夷大學傳播系進修並於1980年獲得碩士學位。她曾任新加坡政府文化部副編輯，專責廣播新聞，其後回港到某電視台出任副新聞編輯。她亦曾效力香港政府，逐漸晉升至港府首席新聞主任。
她丈夫於2011年因肺癌去世，兩人育有女兒李天行。

## 移居加國
她於1989年移民加拿大，抵達溫哥華後本來打算找份朝九晚五的文職，以便照顧年幼的女兒，但難捨對傳媒工作的熱情，因此當了數個月秘書便轉投溫哥華本地傳媒事業。她曾任《明報》加西版採訪主任，1996年則加入卑詩省政府，在多元文化廳出任傳媒經理，又擔任過平等機會秘書處總監，再調任省長辦公室協助時任省長簡嘉年。
2002年，屈潔冰離開省府並加入新成立的溫哥華免費多元文化電視台“channel m”（現OMNI BC），出任該台的新聞總監並籌辦該台的粵語、普通話和旁遮普語新聞節目。她後來轉任匯聲廣播華僑之聲（AM1320）行政及營運總裁，並於2010年獲任加拿大婦女選民議會顧問團成員，同年獲《溫哥華太陽報》評為卑詩省一百位最具影響力女性之一。她再於2011年出任華僑之聲總裁，並出任卑詩大學新聞學院委員會成員。

## 從政
2011年，卑詩新民主黨嘗試羅致屈潔冰在來屆省選代表該黨參選，但她認為自己的政治理念與該黨有所分歧而婉拒。到了2012年末，時任卑詩自由黨籍列治文中選區省議員何偉略宣佈不在翌年省選中尋求連任，遂物色屈潔冰代表自由黨在該選區參選，並獲她接納。
2013年省選，屈潔冰擊退新民主黨的黃運榮和無黨派的羅錦添和李溢等華裔候選人，為自由黨保著列治文中選區議席並首度晉身省議會，並成為該選區成立22年來首位華裔省議員。省長簡蕙芝於同年6月7日公佈新任内閣名單，委派屈潔冰出任國際貿易廳長兼專責亞太策略及多元文化廳長，成為新任内閣唯一一位華裔廳長。她任內於2014年促成省長簡蕙芝就過去卑詩省政府歧視華人社區的政策道歉。
2017年5月9日省选，屈洁冰於新設的列治文北中選區競選，以7,292票击败新民主党候选人邱丽蓮的4,587票成功连任。然而自由黨只贏取省議會87個議席中的43席，無法繼續以多數政府姿態執政。在此懸峙議會局面下，簡蕙芝於同年6月組閣，屈潔冰留任原本廳長職務。持有41席的新民主黨與持有3席的綠黨達成合作協議，並於同年6月29日在省議會向自由黨政府提出不信任動議。動議以44-42票通過，自由黨遂失去執政權，屈潔冰的廳長任期亦隨著新民主黨少數政府於同年7月就任而終結。她隨後在該屆省議會出任官方反對黨的多元文化評議員。
她於2020年省選連任省議員，但自由黨卻不敵新民主黨。韋勤信於選後辭去自由黨黨魁職務，屈潔冰則於隨後的黨魁選舉中支持馮宜幹。馮宜幹當選黨魁後，於2022年12月委派屈潔冰出任多元文化、反種族主義舉措及藝術和文化影子廳長。
自由黨在馮宜幹領導下於2023年4月更名為卑詩聯合黨。然而，沉寂多年的卑詩保守黨在往後數月急起直追，民調支持度超越聯合黨。2024年7月30日，屈氏召開記者會宣佈轉投保守黨，並於其後之省選代表該黨競逐列治文橋港選區議席。她於同年10月省選順利連任，後獲保守黨黨魁羅仕德任命為官方反對黨旅遊、藝術、文化、反歧視及貿易評議員。

## 外部連結
- （英文）屈潔冰省議員網站 （页面存档备份，存于）
- （英文）卑詩省議會網站 屈潔冰議員簡介 （页面存档备份，存于）